# علیرضا حیدری (ناشر)
علیرضا حیدری (۱۳۱۴ - شهریور ۱۳۸۶) ناشر ایرانی و مدیر انتشارات خوارزمی بود.

## درگذشت
حیدری در شهریور ۱۳۸۶ درگذشت. در مراسم درگذشت او، بسیاری از چهره‌های فرهنگی و ادبی ایران چون رضا سید حسینی، بهروز غریب پور، محمد علی موحد، ابوالحسن مختاباد، حسن کیائیان و داوود موسایی حضور داشتند. پیکر او از مقابل دانشگاه تهران و از کنار کتابفروشی‌های خیابان انقلاب تشییع شد.

## آثار
- ابتدانامه، سلطان ولد، به تصحیح محمدعلی موحد و علیرضا حیدری، تهران: خوارزمی، ‏‫‏۱۳۸۸
- اخلاق ناصری، خ‍واج‍ه ن‍ص‍ی‍رال‍دی‍ن‌طوس‍ی، ت‍ص‍ح‍ی‍ح و ت‍وض‍ی‍ح م‍ج‍ت‍ب‍ی م‍ی‍ن‍وی و ع‍ل‍ی‍رض‍ا ح‍ی‍دری، ت‍ه‍ران: خ‍وارزم‍ی‏‫‏، ۱۳۶۴